# Cuntry Boner
"Cuntry Boner" – pierwszy singel promującym debiutancki album grupy Puscifer, V is for Vagina. Piosenka pochodzi z repertuaru grupy Electric Sheep. Premiera płyty miała miejsce 2 października 2007 roku. Nagranie na żywo piosenki umieszczono na stronie https://web.archive.org/web/20071019060344/http://wildlotus.org/.

## Lista utworów
1. "Cuntry Boner (Evil Joe Barresi Mix)"
2. "World Up My Ass (Alan Moulder Mix)"

## Utwór
Piosenka ma charakter utworu country. W tekście wymienieni są liczni wykonawcy bluesowi i country: 
- Dolly Parton
- Loretta Lynn
- Barbara Mandrell
- Minnie Pearl
- Naomi i Wynonna Judd
- Willie Nelson
- Elvis Presley
- Dwight Yoakum
- Johnny Cash
- Randy Travis
- Glen Campbell
- Kenny Rogers